# She Hate Me
Pour plus de détails, voir Fiche technique et Distribution.
She Hate Me est un film américain réalisé par Spike Lee, sorti en 2004.
Le film raconte le parcours d'un homme sans emploi qui devient donneur de sperme pour de riches lesbiennes. C'est un échec commercial et critique.

## Synopsis
Jack Armstrong est vice-président de la société de biotechnologie Progeia. Il apprend que des malversations financières ont été commises dans l'achat d'actions de sa société. Il appelle la SEC, commission chargée d'enquêter sur les irrégularités financières mais il se retrouve sans travail. Sa recherche d'emploi s'avère vaine et son compte en banque est bloqué. Un soir, Fatima, son ex-fiancée devenue lesbienne, vient lui proposer un étrange et avantageux marché. Il devient ainsi donneur de sperme pour de riches lesbiennes et touche 10 000 $ par don. Cette « affaire » devient très vite lucrative et attire de nombreuses personnes : des lesbiennes voulant des enfants mais également les anciens employeurs de Jack.

## Fiche technique
Sauf indication contraire, les informations mentionnées dans cette section peuvent être confirmées par la base de données cinématographiques IMDb,  présente dans la section « Liens externes ».
- Titre original et français : She Hate Me
- Titre québécois : 12 fois papa[1]
- Réalisation : Spike Lee
- Scénario : Michael Genet et Spike Lee, d'après une histoire de Michael Genet
- Musique : Terence Blanchard
- Photographie : Matthew Libatique
- Montage : Barry Alexander Brown
- Décors : Brigitte Broch
- Costumes : Donna Berwick
- Production : Spike Lee, Preston L. Holmes et Fernando Sulichin
  - Producteurs délégués : Jamel Debbouze et Jean Cazes
  - Coproducteur : Craig M. Spitzer
- Sociétés de production : 40 Acres & A Mule Filmworks et Rule 8
- Distribution : Sony Pictures Classics (États-Unis), Pathé Distribution (France)
- Pays d'origine : États-Unis
- Format : couleurs - 1,85:1 - Dolby Digital - 35 mm
- Budget : 8 millions de dollars[2]
- Genre : comédie dramatique
- Durée : 138 minutes
- Dates de sortie[1] :

 États-Unis : 28 juillet 2004 (New York et Los Angeles)
 États-Unis : 30 juillet 2004 (sortie nationale)
 Canada : 13 août 2004 (sortie limitée)
 Belgique,  France : 17 novembre 2004

## Distribution
- Anthony Mackie (VF : Lionel Tua) : John Henry « Jack » Armstrong
- Kerry Washington (VF : Marjorie Frantz) : Fatima Goodrich
- Ellen Barkin (VF : Marie Vincent) : Margo Chadwick
- John Turturro (VF : Gérard Rinaldi) : Don Angelo Bonasera
- Monica Bellucci (VF : elle-même) : Simona Bonasera
- Dania Ramirez (VF : Julia Vaidis-Bogard) : Alex Guerrero
- Bai Ling (VF : Yumi Fujimori) : Oni
- Jamel Debbouze (VF : lui-même) : Doak
- Brian Dennehy : Billy Church
- Woody Harrelson (VF : Éric Herson-Macarel) : Leland Powell
- Q-Tip : Vada Huff
- Jim Brown (VF : Pascal Nzonzi) : Geronimo Armstrong
- Ossie Davis : Juge Buchanan
- Lonette McKee : Lottie Armstrong
- Chiwetel Ejiofor (VF : Christophe Peyroux) : Frank Wills
- David Bennent : Dr. Herman Schiller
- Sarita Choudhury : Song
- Savannah Haske : Rachel
- Joie Lee : Gloria Reid
- Chris Tardio : Franco Bonasera
- Kristina Klebe : Ruth Lacey
- James McCaffrey : Bob
- Kim Director : Grace
- Jacqueline Lovell : un témoin du suicide
- Kai Wong : un homme au tribunal

## Production

### Développement
Dans ses films, Spike Lee a toujours décrypté les inquiétudes et les maux des États-Unis : le racisme, la sexualité et la politique. She Hate Me continue sur la même voie. Cette fois-ci , le cinéaste s'intéresse aux rapports entre les Américains et leur sens de l'éthique. Le film s'inscrit dans un contexte de problèmes financiers divers : les faillites de multinationales comme Enron, WorldCom ou Tyco en 2001 et 2002, la condamnation pour fraude sur des transactions financières de Martha Stewart en 2004 ainsi qu'autres affaires de manipulation boursière très médiatisées.

« L'intrigue de She Hate Me est d'une grande simplicité : le film parle de sexualité, d'avidité, d'argent et de politique. J'ai eu envie d'inscrire la problématique de la sexualité et de la procréation dans ce contexte. Le film porte également un regard critique sur l'hypocrisie de l'Amérique en matière de sexualité et s'interroge sur le déclin de notre sens de l'éthique qui touche aussi bien les rapports professionnels que personnels. »

— Spike Lee
Le réalisateur regrette que les citoyens américains ne soient pas plus concernés par les scandales financiers, comme celui autour de l’entreprise Halliburton en 2007 : 

« Le cinéma, la télévision, la musique, les reality shows - toute cette industrie du divertissement n'est autre qu'un nouvel opium du peuple destiné à endormir les gens. »

— Spike Lee

### Attribution des rôles
Anthony Mackie est repéré par Spike Lee sur le tournage de son téléfilm Sucker free city pour Showtime.
Pour que les actrices incarnant des lesbiennes soient crédibles et surtout pas caricaturales convaincantes, Spike Lee a demandé à l'écrivaine et chroniqueuse Tristan Taromino, spécialiste des questions de sexualité, d'être consultante sur le film. Les actrices se sont donc entretenues avec elle à propos de la sexualité des lesbiennes, de leur identité, deux heures par jour.
Il s'agit de la dernière apparition d'Ossie Davis, déjà apparu dans plusieurs films de Spike Lee.
Spike Lee propose le rôle d'Evelyn à la rappeuse Lil' Kim. Celle-ci refuse, pensant que le film va écorner son image.

### Tournage
Le tournage a eu lieu à New York et Jersey City.
Spike Lee et son directeur de la photographie Matthew Libatique ont voulu illustrer les différents univers du film avec des couleurs différentes et tons bien marqués. Matthew Libatique explique ainsi : « Il y a d'abord Wall Street, un monde froidement professionnel, puis la sphère personnelle de Jack et, enfin, le milieu des lesbiennes qui est à cheval entre les deux précédents ».

### Musique
Spike Lee fait appel à Terence Blanchard avec qui il travaille depuis quasiment tous ses films depuis Jungle Fever (1991).

## Accueil
Le film reçoit des critiques négatives aux États-Unis. Sur l'agrégateur américain Rotten Tomatoes, il récolte 19% d'opinions favorables pour 103 critiques et une note moyenne de 3,93⁄10. Sur Metacritic, il obtient une note moyenne de 30⁄100 pour 37 critiques.
En France, le film obtient une note moyenne de 2,8⁄5 sur le site AlloCiné, qui recense 18 titres de presse.
Le film ne connait qu'une sortie limitée en salles et est ainsi un échec cuisant au box-office. Il ne récolte que 366 037 $ aux États-Unis et 1 522 377 $ dans le monde. En France, il n'attire que 109 348 entrées.

## Nominations
- BET Comedy Awards 2005 : meilleur réalisateur pour Spike Lee, meilleur scénario pour Michael Genet et Spike Lee[10]
- Black Reel Awards 2005 : meilleure révélations pour Anthony Mackie, meilleur réalisateur pour Spike Lee, meilleure musique originale pour Terence Blanchard, meilleur scénario pour Michael Genet et Spike Lee

## Commentaires
Le titre She Hate Me (et sa faute d'orthographe volontaire - au lieu de « she hates me ») est à l'origine une réplique du film La Fiancée de Frankenstein (1935), que le monstre de Frankenstein (Boris Karloff) prononce lorsque sa fiancée montre son dégoût envers lui. Cela renvoie aussi au joueur de XFL Rod Smart (en) surnommé « He Hate Me ». Par ailleurs, le nom du personnage principal s'inspire du héros folklorique John Henry.
L'acteur Isiah Whitlock Jr. incarne ici l'agent Amos Flood, rôle qu'il tenait déjà dans La 25e Heure (2002), le précédent film de Spike Lee.
Dans le générique d'entrée du film, on peut voir un billet de 3 dollars, qui n'existe pas dans la réalité. George W. Bush est sur ce billet fictif.